# Norsefire

Logo van Norsefire

Vlag van Norsefire

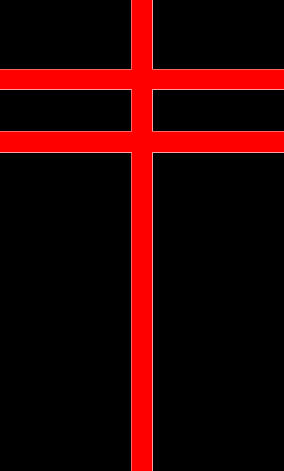
Insigne van Norsefire

Norsefire is de fictieve politieke partij die het Verenigd Koninkrijk regeert in de strip en film V for Vendetta. De leider van de partij is Hoge-Kanselier 'Adam Susan', in de gelijknamige film heet hij 'Adam Sutler' (een verwijzing tussen Susan en Hitler). De partij is gebaseerd op de NSDAP en het Britse Nationale Front. Het motto van de partij is: "Strength Through Purity, Purity Through Faith" (Kracht door zuiverheid, zuiverheid door geloof) en in de film: "Strength Through Unity, Unity Through Faith" (Kracht door eenheid, eenheid door geloof).